# حسن العلوي

إلى يمين الشاشة حسن العلوي والى اليسار العالم علي الوردي

حسن نوري سلمان العلوي مفكر عراقي مسلم شيعي المذهب قومي الهوى. ولد في عام 1936 في بغداد في منطقة كرادة مريم، التي أصبحت تسمى المنطقة الخضراء بعد غزو العراق. هو نائب سابق عن الكتلة الشيعية في البرلمان العراقي.

## نشأته
ولد في بغداد عام 1936 في كرادة مريم حي العباسية، ما بين مبنى المجلس الوطني العراقي والقصر الجمهوري في المنطقة الخضراء حاليا، لعائلة فقيرة ومتعلمة تملك مكتبة ضخمة غنية بكتب التراث والفقه واللغة والتاريخ، تعود إلى جده السيد سليمان، فقيه الكرادة وإمامها. تخرج من كلية الآداب في جامعة بغداد وكان أحد أساتذته في الجامعة عالم الاجتماع العراقي الشهير علي الوردي. هو شقيق الكاتب هادي العلوي.

## خروجه عن صدام

حسن العلوي إلى اليسار مع وزير تخطيط عراقي سابق إلى اليمين عام 1979 وتظهر صورة أحمد حسن البكر خلف العلوي

كان حسن العلوي مقربا من صدام حسين في عهد أحمد حسن البكر وكان يُلقَب بمحمد حسنين هيكل صدام.[بحاجة لمصدر] ساعده حزب البعث كي يصبح رئيس تحرير مجلة ألف باء في ذلك الوقت. ولكن بعد وصول صدام إلى السلطة، نفذ إعدامات بحق أقارب للعلوي بينما كان الأخير يقضي إجازة في لندن، فطلب منه صدام ألا يعود لأن صدام كان يعتقد أنه يحيك مؤامرة ضده، لكن العلوي عاد ووضع تحت الإقامة الجبرية لمدة شهر واحد، كما ذكر العلوي. تمكن بعد ذلك من الخروج إلى سوريا ليصدر صحيفة المؤتمر المعارضة، وأصبح منذ ذلك الوقت معارضا لصدام بعد أن كان لسنين طويلة من المدافعين عنه.[بحاجة لمصدر]

## أفكاره
- اشتهر حسن العلوي بحسه القومي ودفاعه عن عمر بن الخطاب ضد المرويات التاريخية التي تسيء إلى عمر، والدليل على ذلك قوله في كتاب عمر والتشيع «العروبة في أيامها الأولى تحملني طفلا إلى أحضان عمر قبل أن يأخذني عمر إلى العروبة لاحقا».[بحاجة لمصدر]
- علق على إعدام صدام في مقابلة على قناة العربية بتاريخ 23|2|2007 ان مشهد الإعدام كان طائفيا وأن من أعدم هو صدام السني وليس صدام الديكتاتور، وأضاف قائلا «شجاعة صدام حولت ربطة شنقه إلى ربطة عنق.»[بحاجة لمصدر]

## مؤلفاته وكتبه
- دماء على نهر الكرخة (نشرته وزارة الاعلام باسم حسن السوداني).
- عمر والتشيع نشرت الطبعة الأولى عام 2007.
- الجواهري ديوان العصر (صدر عن وزارة الثقافة السورية عام 1986).
- عمر بن الخطاب رؤية علوية معاصرة (ألفه ولم ينشره لحد الآن وقد أوصى أن ينشر بعد وفاته).
- الشيعة والدولة القومية في العراق.
- عبد الكريم قاسم رؤية بعد العشرين. (ألفه عام 1983)
- الفتوحات السفيانية (لم ينشر وطالب بنشره بعد وفاته)
- العراق دولة المنظمة السرية.
- أسوار الطين.
- المؤسسة السرية لحزب البعث.
- شيعة العراق وشيعة السلطة.